# Export Music Sweden
Export Music Sweden (ExMS) är en svensk organisation för assistans vid export av svensk musikproduktion, grundad 1993 och med säte i Stockholm.
För att underlätta och möjliggöra en större spridning av svensk musik inom alla genrer skapades Export Music Sweden i juni 1993 av flera tongivande aktörer inom svensk musikbransch, såsom upphovsmansorganisationen STIM och Svensk Musik/Swedish Music Information Center, Svenska musikförläggareföreningen (SMFF), musikerorganisationen SAMI och skivbolagsorganisationerna International Federation of the Phonographic Industry (IFPI) och Svenska oberoende musikproducenter (SOM) samt populärmusikföreningen SKAP, vilka också förvaltar och finansierar verksamheten. Förutom att lotsa och informera svenska musikverksamma samordnar de den svenska musikbranschens deltagande och marknadsföring vid utländska musikmässor, festivaler och andra evenemang. De arrangerar också egna evenemang, bland annat seminarieserien där man flyger in experter på olika områden för att sprida kunskap till den svenska musikbranschen och delegationsresor med svenska företag till målterritorier som Japan, USA, Tyskland och Sydkorea. Man uppmärksammar och sprider intresset för svensk musik utomlands, ofta i samarbete med Svenska institutet, Utrikesdepartementet, ambassader och andra parter.